# Torneo de la División I de Baloncesto Masculino de la NCAA de 2018
El Torneo de la División I de Baloncesto Masculino de la NCAA de 2018 se celebró para determinar el Campeón de la División I de la NCAA. Son 68 los equipos que disputaron la fase final, organizándose una ronda previa que daba acceso a la fase final entre 8 equipos, de los que cuatro se incorporarían a cada uno de los cuadros regionales. La Final Four se disputó en el Alamodome de San Antonio, Texas. El campeón final fue la Universidad de Villanova, que lograba su tercer título, El segundo en tres años tras el logrado en 2016.

## Equipos
| East Regional – TD Garden, Boston, Massachusetts | East Regional – TD Garden, Boston, Massachusetts | East Regional – TD Garden, Boston, Massachusetts | East Regional – TD Garden, Boston, Massachusetts | East Regional – TD Garden, Boston, Massachusetts | East Regional – TD Garden, Boston, Massachusetts | East Regional – TD Garden, Boston, Massachusetts |
| Rank.                                            | Universidad                                      | Conferencia                                      | Record                                           | Tipo invitación                                  | Rank. General                                    |                                                  |
| ------------------------------------------------ | ------------------------------------------------ | ------------------------------------------------ | ------------------------------------------------ | ------------------------------------------------ | ------------------------------------------------ | ------------------------------------------------ |
| 1                                                | Villanova                                        | Big East                                         | 30–4                                             | Automática                                       | 2                                                |                                                  |
| 2                                                | Purdue                                           | Big Ten                                          | 28–6                                             | General                                          | 7                                                |                                                  |
| 3                                                | Texas Tech                                       | Big 12                                           | 24–9                                             | General                                          | 12                                               |                                                  |
| 4                                                | Wichita State                                    | American                                         | 25–7                                             | General                                          | 14                                               |                                                  |
| 5                                                | West Virginia                                    | Big 12                                           | 24–10                                            | General                                          | 18                                               |                                                  |
| 6                                                | Florida                                          | SEC                                              | 20–12                                            | General                                          | 21                                               |                                                  |
| 7                                                | Arkansas                                         | SEC                                              | 23–11                                            | General                                          | 26                                               |                                                  |
| 8                                                | Virginia Tech                                    | ACC                                              | 21–11                                            | General                                          | 31                                               |                                                  |
| 9                                                | Alabama                                          | SEC                                              | 19–15                                            | General                                          | 36                                               |                                                  |
| 10                                               | Butler                                           | Big East                                         | 20–13                                            | General                                          | 33                                               |                                                  |
| 11*                                              | St. Bonaventure                                  | Atlantic 10                                      | 25–7                                             | General                                          | 42                                               |                                                  |
| 11*                                              | UCLA                                             | Pac-12                                           | 21–11                                            | General                                          | 41                                               |                                                  |
| 12                                               | Murray State                                     | Ohio Valley                                      | 26–5                                             | Automática                                       | 50                                               |                                                  |
| 13                                               | Marshall                                         | Conference USA                                   | 24–10                                            | Automática                                       | 54                                               |                                                  |
| 14                                               | Stephen F. Austin                                | Southland                                        | 28–6                                             | Automática                                       | 58                                               |                                                  |
| 15                                               | Cal State Fullerton                              | Big West                                         | 20–11                                            | Automática                                       | 61                                               |                                                  |
| 16*                                              | LIU Brooklyn                                     | Northeast                                        | 18–16                                            | Automática                                       | 66                                               |                                                  |
| 16*                                              | Radford                                          | Big South                                        | 22–12                                            | Automática                                       | 65                                               |                                                  |

| West Regional – Staples Center, Los Ángeles, California | West Regional – Staples Center, Los Ángeles, California | West Regional – Staples Center, Los Ángeles, California | West Regional – Staples Center, Los Ángeles, California | West Regional – Staples Center, Los Ángeles, California | West Regional – Staples Center, Los Ángeles, California | West Regional – Staples Center, Los Ángeles, California |
| Rank.                                                   | Universidad                                             | Conferencia                                             | Récord                                                  | Tipo invitación                                         | Rank. General                                           |                                                         |
| ------------------------------------------------------- | ------------------------------------------------------- | ------------------------------------------------------- | ------------------------------------------------------- | ------------------------------------------------------- | ------------------------------------------------------- | ------------------------------------------------------- |
| 1                                                       | Xavier                                                  | Big East                                                | 28–5                                                    | General                                                 | 4                                                       |                                                         |
| 2                                                       | North Carolina                                          | ACC                                                     | 25–10                                                   | General                                                 | 5                                                       |                                                         |
| 3                                                       | Michigan                                                | Big Ten                                                 | 28–7                                                    | Automática                                              | 11                                                      |                                                         |
| 4                                                       | Gonzaga                                                 | West Coast                                              | 30–4                                                    | Automática                                              | 15                                                      |                                                         |
| 5                                                       | Ohio State                                              | Big Ten                                                 | 24–8                                                    | General                                                 | 20                                                      |                                                         |
| 6                                                       | Houston                                                 | American                                                | 26–7                                                    | General                                                 | 23                                                      |                                                         |
| 7                                                       | Texas A&M                                               | SEC                                                     | 20–12                                                   | General                                                 | 25                                                      |                                                         |
| 8                                                       | Missouri                                                | SEC                                                     | 20–12                                                   | General                                                 | 32                                                      |                                                         |
| 9                                                       | Florida State                                           | ACC                                                     | 20–11                                                   | General                                                 | 38                                                      |                                                         |
| 10                                                      | Providence                                              | Big East                                                | 21–13                                                   | General                                                 | 35                                                      |                                                         |
| 11                                                      | San Diego State                                         | Mountain West                                           | 22–10                                                   | Automática                                              | 45                                                      |                                                         |
| 12                                                      | South Dakota State                                      | Summit League                                           | 28–6                                                    | Automática                                              | 49                                                      |                                                         |
| 13                                                      | UNC Greensboro                                          | Southern                                                | 27–7                                                    | Automática                                              | 52                                                      |                                                         |
| 14                                                      | Montana                                                 | Big Sky                                                 | 26–7                                                    | Automática                                              | 56                                                      |                                                         |
| 15                                                      | Lipscomb                                                | Atlantic Sun                                            | 23–9                                                    | Automática                                              | 59                                                      |                                                         |
| 16*                                                     | North Carolina Central                                  | MEAC                                                    | 19–15                                                   | Automática                                              | 67                                                      |                                                         |
| 16*                                                     | Texas Southern                                          | SWAC                                                    | 15–19                                                   | Automática                                              | 68                                                      |                                                         |

| Midwest Regional – CenturyLink Center Omaha, Omaha, Nebraska | Midwest Regional – CenturyLink Center Omaha, Omaha, Nebraska | Midwest Regional – CenturyLink Center Omaha, Omaha, Nebraska | Midwest Regional – CenturyLink Center Omaha, Omaha, Nebraska | Midwest Regional – CenturyLink Center Omaha, Omaha, Nebraska | Midwest Regional – CenturyLink Center Omaha, Omaha, Nebraska | Midwest Regional – CenturyLink Center Omaha, Omaha, Nebraska |
| Rank.                                                        | Universidad                                                  | Conferencia                                                  | Récord                                                       | Tipo invitación                                              | Rank. General                                                |                                                              |
| ------------------------------------------------------------ | ------------------------------------------------------------ | ------------------------------------------------------------ | ------------------------------------------------------------ | ------------------------------------------------------------ | ------------------------------------------------------------ | ------------------------------------------------------------ |
| 1                                                            | Kansas                                                       | Big 12                                                       | 27–7                                                         | Automática                                                   | 3                                                            |                                                              |
| 2                                                            | Duke                                                         | ACC                                                          | 26–7                                                         | General                                                      | 6                                                            |                                                              |
| 3                                                            | Michigan State                                               | Big Ten                                                      | 29–4                                                         | General                                                      | 9                                                            |                                                              |
| 4                                                            | Auburn                                                       | SEC                                                          | 25–7                                                         | General                                                      | 13                                                           |                                                              |
| 5                                                            | Clemson                                                      | ACC                                                          | 23–9                                                         | General                                                      | 19                                                           |                                                              |
| 6                                                            | TCU                                                          | Big 12                                                       | 21–11                                                        | General                                                      | 24                                                           |                                                              |
| 7                                                            | Rhode Island                                                 | Atlantic 10                                                  | 25–7                                                         | General                                                      | 28                                                           |                                                              |
| 8                                                            | Seton Hall                                                   | Big East                                                     | 21–11                                                        | General                                                      | 29                                                           |                                                              |
| 9                                                            | NC State                                                     | ACC                                                          | 21–11                                                        | General                                                      | 37                                                           |                                                              |
| 10                                                           | Oklahoma                                                     | Big 12                                                       | 18–13                                                        | General                                                      | 40                                                           |                                                              |
| 11*                                                          | Arizona State                                                | Pac-12                                                       | 20–11                                                        | General                                                      | 43                                                           |                                                              |
| 11*                                                          | Syracuse                                                     | ACC                                                          | 20–13                                                        | General                                                      | 44                                                           |                                                              |
| 12                                                           | New Mexico State                                             | WAC                                                          | 28–5                                                         | Automática                                                   | 47                                                           |                                                              |
| 13                                                           | College of Charleston                                        | CAA                                                          | 26–7                                                         | Automática                                                   | 53                                                           |                                                              |
| 14                                                           | Bucknell                                                     | Patriot League                                               | 25–9                                                         | Automática                                                   | 55                                                           |                                                              |
| 15                                                           | Iona                                                         | MAAC                                                         | 20–13                                                        | Automática                                                   | 62                                                           |                                                              |
| 16                                                           | Penn                                                         | Ivy League                                                   | 24–8                                                         | Automática                                                   | 64                                                           |                                                              |

| South Regional – Philips Arena, Atlanta, Georgia | South Regional – Philips Arena, Atlanta, Georgia | South Regional – Philips Arena, Atlanta, Georgia | South Regional – Philips Arena, Atlanta, Georgia | South Regional – Philips Arena, Atlanta, Georgia | South Regional – Philips Arena, Atlanta, Georgia | South Regional – Philips Arena, Atlanta, Georgia |
| Rank.                                            | Universidad                                      | Conferencia                                      | Récord                                           | Tipo invitación                                  | Rank. General                                    |                                                  |
| ------------------------------------------------ | ------------------------------------------------ | ------------------------------------------------ | ------------------------------------------------ | ------------------------------------------------ | ------------------------------------------------ | ------------------------------------------------ |
| 1                                                | Virginia                                         | ACC                                              | 31–2                                             | Automática                                       | 1                                                |                                                  |
| 2                                                | Cincinnati                                       | American                                         | 30–4                                             | Automática                                       | 8                                                |                                                  |
| 3                                                | Tennessee                                        | SEC                                              | 25–8                                             | General                                          | 10                                               |                                                  |
| 4                                                | Arizona                                          | Pac-12                                           | 27–7                                             | Automática                                       | 16                                               |                                                  |
| 5                                                | Kentucky                                         | SEC                                              | 24–10                                            | Automática                                       | 17                                               |                                                  |
| 6                                                | Miami (FL)                                       | ACC                                              | 22–9                                             | General                                          | 22                                               |                                                  |
| 7                                                | Nevada                                           | Mountain West                                    | 27–7                                             | General                                          | 27                                               |                                                  |
| 8                                                | Creighton                                        | Big East                                         | 21–11                                            | General                                          | 30                                               |                                                  |
| 9                                                | Kansas State                                     | Big 12                                           | 22–11                                            | General                                          | 34                                               |                                                  |
| 10                                               | Texas                                            | Big 12                                           | 19–14                                            | General                                          | 39                                               |                                                  |
| 11                                               | Loyola–Chicago                                   | Missouri Valley                                  | 28–5                                             | Automática                                       | 46                                               |                                                  |
| 12                                               | Davidson                                         | Atlantic 10                                      | 21–11                                            | Automática                                       | 48                                               |                                                  |
| 13                                               | Buffalo                                          | MAC                                              | 26–8                                             | Automática                                       | 52                                               |                                                  |
| 14                                               | Wright State                                     | Horizon League                                   | 25–9                                             | Automática                                       | 57                                               |                                                  |
| 15                                               | Georgia State                                    | Sun Belt                                         | 24–10                                            | Automática                                       | 60                                               |                                                  |
| 16                                               | UMBC                                             | America East                                     | 24–10                                            | Automática                                       | 63                                               |                                                  |

*Véase First Four

## Fase final
* – Denota partido con prórroga.

### First Four – Dayton, Ohio
|  | 13 de marzo – East Region |              |    |  |
|  |                           |              |    |  |
|  | 16                        | LIU Brooklyn | 61 |  |
|  | 16                        | LIU Brooklyn | 61 |  |
|  | 16                        | Radford      | 71 |  |
|  | 16                        | Radford      | 71 |  |

|  | 13 de marzo – East Region |                 |    |  |
|  |                           |                 |    |  |
|  | 11                        | St. Bonaventure | 65 |  |
|  | 11                        | St. Bonaventure | 65 |  |
|  | 11                        | UCLA            | 58 |  |
|  | 11                        | UCLA            | 58 |  |

|  | 14 de marzo – West Region |                        |    |  |
|  |                           |                        |    |  |
|  | 16                        | North Carolina Central | 46 |  |
|  | 16                        | North Carolina Central | 46 |  |
|  | 16                        | Texas Southern         | 64 |  |
|  | 16                        | Texas Southern         | 64 |  |

|  | 14 de marzo – Midwest Region |               |    |  |
|  |                              |               |    |  |
|  | 11                           | Arizona State | 56 |  |
|  | 11                           | Arizona State | 56 |  |
|  | 11                           | Syracuse      | 60 |  |
|  | 11                           | Syracuse      | 60 |  |

### South Regional –Atlanta, Georgia
|  | Primera ronda 32.os de final 15–16 de marzo | Primera ronda 32.os de final 15–16 de marzo | Primera ronda 32.os de final 15–16 de marzo |                |    | Segunda ronda 16.os de final 17–18 de marzo | Segunda ronda 16.os de final 17–18 de marzo | Segunda ronda 16.os de final 17–18 de marzo |  |    | Regional Semifinales Sweet 16 22 de marzo | Regional Semifinales Sweet 16 22 de marzo | Regional Semifinales Sweet 16 22 de marzo |  |   | Regional Final Elite 8 24 de marzo | Regional Final Elite 8 24 de marzo | Regional Final Elite 8 24 de marzo |  |
|  |                                             |                                             |                                             |                |    |                                             |                                             |                                             |  |    |                                           |                                           |                                           |  |   |                                    |                                    |                                    |  |
|  |                                             |                                             |                                             |                |    |                                             |                                             |                                             |  |    |                                           |                                           |                                           |  |   |                                    |                                    |                                    |  |
|  | 1                                           | Virginia                                    | 54                                          |                |    |                                             |                                             |                                             |  |    |                                           |                                           |                                           |  |   |                                    |                                    |                                    |  |
|  | 1                                           | Virginia                                    | 54                                          |                |    |                                             |                                             |                                             |  |    |                                           |                                           |                                           |  |   |                                    |                                    |                                    |  |
|  | 16                                          | UMBC                                        | 74                                          |                |    |                                             |                                             |                                             |  |    |                                           |                                           |                                           |  |   |                                    |                                    |                                    |  |
|  | 16                                          | UMBC                                        | 74                                          |                | 16 | UMBC                                        | 43                                          |                                             |  |    |                                           |                                           |                                           |  |   |                                    |                                    |                                    |  |
|  | Charlotte – Vie/Dom                         |                                             |                                             |                | 16 | UMBC                                        | 43                                          |                                             |  |    |                                           |                                           |                                           |  |   |                                    |                                    |                                    |  |
|  |                                             |                                             | 9                                           | Kansas State   | 50 |                                             |                                             |                                             |  |    |                                           |                                           |                                           |  |   |                                    |                                    |                                    |  |
|  | 8                                           | Creighton                                   | 9                                           | Kansas State   | 50 | 59                                          |                                             |                                             |  |    |                                           |                                           |                                           |  |   |                                    |                                    |                                    |  |
|  | 8                                           | Creighton                                   |                                             |                |    |                                             |                                             |                                             |  |    |                                           |                                           |                                           |  |   |                                    |                                    |                                    |  |
|  | 9                                           | Kansas State                                | 69                                          |                |    |                                             |                                             |                                             |  |    |                                           |                                           |                                           |  |   |                                    |                                    |                                    |  |
|  | 9                                           | Kansas State                                | 69                                          |                |    |                                             |                                             |                                             |  | 9  | Kansas State                              | 61                                        |                                           |  |   |                                    |                                    |                                    |  |
|  |                                             |                                             |                                             |                |    |                                             |                                             |                                             |  | 9  | Kansas State                              | 61                                        |                                           |  |   |                                    |                                    |                                    |  |
|  |                                             |                                             | 5                                           | Kentucky       | 58 |                                             |                                             |                                             |  |    |                                           |                                           |                                           |  |   |                                    |                                    |                                    |  |
|  | 5                                           | Kentucky                                    | 5                                           | Kentucky       | 58 | 78                                          |                                             |                                             |  |    |                                           |                                           |                                           |  |   |                                    |                                    |                                    |  |
|  | 5                                           | Kentucky                                    |                                             |                |    |                                             |                                             |                                             |  |    |                                           |                                           |                                           |  |   |                                    |                                    |                                    |  |
|  | 12                                          | Davidson                                    | 73                                          |                |    |                                             |                                             |                                             |  |    |                                           |                                           |                                           |  |   |                                    |                                    |                                    |  |
|  | 12                                          | Davidson                                    | 73                                          |                | 5  | Kentucky                                    | 95                                          |                                             |  |    |                                           |                                           |                                           |  |   |                                    |                                    |                                    |  |
|  | Boise – Jue/Sab                             |                                             |                                             |                | 5  | Kentucky                                    | 95                                          |                                             |  |    |                                           |                                           |                                           |  |   |                                    |                                    |                                    |  |
|  |                                             |                                             | 13                                          | Buffalo        | 75 |                                             |                                             |                                             |  |    |                                           |                                           |                                           |  |   |                                    |                                    |                                    |  |
|  | 4                                           | Arizona                                     | 13                                          | Buffalo        | 75 | 68                                          |                                             |                                             |  |    |                                           |                                           |                                           |  |   |                                    |                                    |                                    |  |
|  | 4                                           | Arizona                                     |                                             |                |    |                                             |                                             |                                             |  |    |                                           |                                           |                                           |  |   |                                    |                                    |                                    |  |
|  | 13                                          | Buffalo                                     | 89                                          |                |    |                                             |                                             |                                             |  |    |                                           |                                           |                                           |  |   |                                    |                                    |                                    |  |
|  | 13                                          | Buffalo                                     | 89                                          |                |    |                                             |                                             |                                             |  |    |                                           |                                           |                                           |  | 9 | Kansas State                       | 62                                 |                                    |  |
|  |                                             |                                             |                                             |                |    |                                             |                                             |                                             |  |    |                                           |                                           |                                           |  | 9 | Kansas State                       | 62                                 |                                    |  |
|  |                                             |                                             | 11                                          | Loyola–Chicago | 78 |                                             |                                             |                                             |  |    |                                           |                                           |                                           |  |   |                                    |                                    |                                    |  |
|  | 6                                           | Miami (FL)                                  | 11                                          | Loyola–Chicago | 78 | 62                                          |                                             |                                             |  |    |                                           |                                           |                                           |  |   |                                    |                                    |                                    |  |
|  | 6                                           | Miami (FL)                                  |                                             |                |    |                                             |                                             |                                             |  |    |                                           |                                           |                                           |  |   |                                    |                                    |                                    |  |
|  | 11                                          | Loyola–Chicago                              | 64                                          |                |    |                                             |                                             |                                             |  |    |                                           |                                           |                                           |  |   |                                    |                                    |                                    |  |
|  | 11                                          | Loyola–Chicago                              | 64                                          |                | 11 | Loyola–Chicago                              | 63                                          |                                             |  |    |                                           |                                           |                                           |  |   |                                    |                                    |                                    |  |
|  | Dallas – Jue/Sab                            |                                             |                                             |                | 11 | Loyola–Chicago                              | 63                                          |                                             |  |    |                                           |                                           |                                           |  |   |                                    |                                    |                                    |  |
|  |                                             |                                             | 3                                           | Tennessee      | 62 |                                             |                                             |                                             |  |    |                                           |                                           |                                           |  |   |                                    |                                    |                                    |  |
|  | 3                                           | Tennessee                                   | 3                                           | Tennessee      | 62 | 73                                          |                                             |                                             |  |    |                                           |                                           |                                           |  |   |                                    |                                    |                                    |  |
|  | 3                                           | Tennessee                                   |                                             |                |    |                                             |                                             |                                             |  |    |                                           |                                           |                                           |  |   |                                    |                                    |                                    |  |
|  | 14                                          | Wright State                                | 47                                          |                |    |                                             |                                             |                                             |  |    |                                           |                                           |                                           |  |   |                                    |                                    |                                    |  |
|  | 14                                          | Wright State                                | 47                                          |                |    |                                             |                                             |                                             |  | 11 | Loyola–Chicago                            | 69                                        |                                           |  |   |                                    |                                    |                                    |  |
|  |                                             |                                             |                                             |                |    |                                             |                                             |                                             |  | 11 | Loyola–Chicago                            | 69                                        |                                           |  |   |                                    |                                    |                                    |  |
|  |                                             |                                             | 7                                           | Nevada         | 68 |                                             |                                             |                                             |  |    |                                           |                                           |                                           |  |   |                                    |                                    |                                    |  |
|  | 7                                           | Nevada                                      | 7                                           | Nevada         | 68 | 87*                                         |                                             |                                             |  |    |                                           |                                           |                                           |  |   |                                    |                                    |                                    |  |
|  | 7                                           | Nevada                                      |                                             |                |    |                                             |                                             |                                             |  |    |                                           |                                           |                                           |  |   |                                    |                                    |                                    |  |
|  | 10                                          | Texas                                       | 83                                          |                |    |                                             |                                             |                                             |  |    |                                           |                                           |                                           |  |   |                                    |                                    |                                    |  |
|  | 10                                          | Texas                                       | 83                                          |                | 7  | Nevada                                      | 75                                          |                                             |  |    |                                           |                                           |                                           |  |   |                                    |                                    |                                    |  |
|  | Nashville – Vie/Dom                         |                                             |                                             |                | 7  | Nevada                                      | 75                                          |                                             |  |    |                                           |                                           |                                           |  |   |                                    |                                    |                                    |  |
|  |                                             |                                             | 2                                           | Cincinnati     | 73 |                                             |                                             |                                             |  |    |                                           |                                           |                                           |  |   |                                    |                                    |                                    |  |
|  | 2                                           | Cincinnati                                  | 2                                           | Cincinnati     | 73 | 68                                          |                                             |                                             |  |    |                                           |                                           |                                           |  |   |                                    |                                    |                                    |  |
|  | 2                                           | Cincinnati                                  |                                             |                |    |                                             |                                             |                                             |  |    |                                           |                                           |                                           |  |   |                                    |                                    |                                    |  |
|  | 15                                          | Georgia State                               | 53                                          |                |    |                                             |                                             |                                             |  |    |                                           |                                           |                                           |  |   |                                    |                                    |                                    |  |
|  | 15                                          | Georgia State                               | 53                                          |                |    |                                             |                                             |                                             |  |    |                                           |                                           |                                           |  |   |                                    |                                    |                                    |  |
|  |                                             |                                             |                                             |                |    |                                             |                                             |                                             |  |    |                                           |                                           |                                           |  |   |                                    |                                    |                                    |  |

#### Final South Regional
| Sábado, 24 de marzo | Loyola–Chicago Ramblers                                     | 78–62                | Kansas State Wildcats                                 | |  |
|                     | Marcador por tiempos: 36–24, 42–38                          |                      |                                                       | |  |
|                     | Estadísticas B. Richardson – 23 D. Ingram – 8 C. Custer – 5 | Reporte Pts Reb Asts | Estadísticas X. Sneed – 16 X. Sneed – 6 K. Stokes – 4 | Pabellón: Philips Arena – Atlanta, GA Asistencia: 15,477 espectadores Árbitros: Gerry Pollard, Terry Wymer, Bert Smith Televisión: TBS |  |

#### Mejor quinteto del Torneo South Regional
- Ben Richardson (Sr, Loyola-Chicago) – Mejor jugador de la South Regional[3]
- Clayton Custer (Jr, Loyola-Chicago)[3]
- Donte Ingram (Sr, Loyola-Chicago)[3]
- Xavier Sneed (So, Kansas State)[3]
- Barry Brown Jr. (Jr, Kansas State)[3]

### West Regional –Los Ángeles, California
|  | Primera ronda 32.os de final 15–16 de marzo | Primera ronda 32.os de final 15–16 de marzo | Primera ronda 32.os de final 15–16 de marzo |                |    | Segunda ronda 16.os de final 17–18 de marzo | Segunda ronda 16.os de final 17–18 de marzo | Segunda ronda 16.os de final 17–18 de marzo |  |   | Regional Semifinales Sweet 16 22 de marzo | Regional Semifinales Sweet 16 22 de marzo | Regional Semifinales Sweet 16 22 de marzo |  |   | Regional Final Elite 8 24 de marzo | Regional Final Elite 8 24 de marzo | Regional Final Elite 8 24 de marzo |  |
|  |                                             |                                             |                                             |                |    |                                             |                                             |                                             |  |   |                                           |                                           |                                           |  |   |                                    |                                    |                                    |  |
|  |                                             |                                             |                                             |                |    |                                             |                                             |                                             |  |   |                                           |                                           |                                           |  |   |                                    |                                    |                                    |  |
|  | 1                                           | Xavier                                      | 102                                         |                |    |                                             |                                             |                                             |  |   |                                           |                                           |                                           |  |   |                                    |                                    |                                    |  |
|  | 1                                           | Xavier                                      | 102                                         |                |    |                                             |                                             |                                             |  |   |                                           |                                           |                                           |  |   |                                    |                                    |                                    |  |
|  | 16                                          | Texas Southern                              | 83                                          |                |    |                                             |                                             |                                             |  |   |                                           |                                           |                                           |  |   |                                    |                                    |                                    |  |
|  | 16                                          | Texas Southern                              | 83                                          |                | 1  | Xavier                                      | 70                                          |                                             |  |   |                                           |                                           |                                           |  |   |                                    |                                    |                                    |  |
|  | Nashville – Vie/Dom                         |                                             |                                             |                | 1  | Xavier                                      | 70                                          |                                             |  |   |                                           |                                           |                                           |  |   |                                    |                                    |                                    |  |
|  |                                             |                                             | 9                                           | Florida State  | 75 |                                             |                                             |                                             |  |   |                                           |                                           |                                           |  |   |                                    |                                    |                                    |  |
|  | 8                                           | Missouri                                    | 9                                           | Florida State  | 75 | 54                                          |                                             |                                             |  |   |                                           |                                           |                                           |  |   |                                    |                                    |                                    |  |
|  | 8                                           | Missouri                                    |                                             |                |    |                                             |                                             |                                             |  |   |                                           |                                           |                                           |  |   |                                    |                                    |                                    |  |
|  | 9                                           | Florida State                               | 67                                          |                |    |                                             |                                             |                                             |  |   |                                           |                                           |                                           |  |   |                                    |                                    |                                    |  |
|  | 9                                           | Florida State                               | 67                                          |                |    |                                             |                                             |                                             |  | 9 | Florida State                             | 75                                        |                                           |  |   |                                    |                                    |                                    |  |
|  |                                             |                                             |                                             |                |    |                                             |                                             |                                             |  | 9 | Florida State                             | 75                                        |                                           |  |   |                                    |                                    |                                    |  |
|  |                                             |                                             | 4                                           | Gonzaga        | 60 |                                             |                                             |                                             |  |   |                                           |                                           |                                           |  |   |                                    |                                    |                                    |  |
|  | 5                                           | Ohio State                                  | 4                                           | Gonzaga        | 60 | 81                                          |                                             |                                             |  |   |                                           |                                           |                                           |  |   |                                    |                                    |                                    |  |
|  | 5                                           | Ohio State                                  |                                             |                |    |                                             |                                             |                                             |  |   |                                           |                                           |                                           |  |   |                                    |                                    |                                    |  |
|  | 12                                          | South Dakota State                          | 73                                          |                |    |                                             |                                             |                                             |  |   |                                           |                                           |                                           |  |   |                                    |                                    |                                    |  |
|  | 12                                          | South Dakota State                          | 73                                          |                | 5  | Ohio State                                  | 84                                          |                                             |  |   |                                           |                                           |                                           |  |   |                                    |                                    |                                    |  |
|  | Boise – Jue/Sab                             |                                             |                                             |                | 5  | Ohio State                                  | 84                                          |                                             |  |   |                                           |                                           |                                           |  |   |                                    |                                    |                                    |  |
|  |                                             |                                             | 4                                           | Gonzaga        | 90 |                                             |                                             |                                             |  |   |                                           |                                           |                                           |  |   |                                    |                                    |                                    |  |
|  | 4                                           | Gonzaga                                     | 4                                           | Gonzaga        | 90 | 68                                          |                                             |                                             |  |   |                                           |                                           |                                           |  |   |                                    |                                    |                                    |  |
|  | 4                                           | Gonzaga                                     |                                             |                |    |                                             |                                             |                                             |  |   |                                           |                                           |                                           |  |   |                                    |                                    |                                    |  |
|  | 13                                          | UNC Greensboro                              | 64                                          |                |    |                                             |                                             |                                             |  |   |                                           |                                           |                                           |  |   |                                    |                                    |                                    |  |
|  | 13                                          | UNC Greensboro                              | 64                                          |                |    |                                             |                                             |                                             |  |   |                                           |                                           |                                           |  | 9 | Florida State                      | 54                                 |                                    |  |
|  |                                             |                                             |                                             |                |    |                                             |                                             |                                             |  |   |                                           |                                           |                                           |  | 9 | Florida State                      | 54                                 |                                    |  |
|  |                                             |                                             | 3                                           | Michigan       | 58 |                                             |                                             |                                             |  |   |                                           |                                           |                                           |  |   |                                    |                                    |                                    |  |
|  | 6                                           | Houston                                     | 3                                           | Michigan       | 58 | 67                                          |                                             |                                             |  |   |                                           |                                           |                                           |  |   |                                    |                                    |                                    |  |
|  | 6                                           | Houston                                     |                                             |                |    |                                             |                                             |                                             |  |   |                                           |                                           |                                           |  |   |                                    |                                    |                                    |  |
|  | 11                                          | San Diego State                             | 65                                          |                |    |                                             |                                             |                                             |  |   |                                           |                                           |                                           |  |   |                                    |                                    |                                    |  |
|  | 11                                          | San Diego State                             | 65                                          |                | 6  | Houston                                     | 63                                          |                                             |  |   |                                           |                                           |                                           |  |   |                                    |                                    |                                    |  |
|  | Wichita – Jue/Sab                           |                                             |                                             |                | 6  | Houston                                     | 63                                          |                                             |  |   |                                           |                                           |                                           |  |   |                                    |                                    |                                    |  |
|  |                                             |                                             | 3                                           | Michigan       | 64 |                                             |                                             |                                             |  |   |                                           |                                           |                                           |  |   |                                    |                                    |                                    |  |
|  | 3                                           | Michigan                                    | 3                                           | Michigan       | 64 | 61                                          |                                             |                                             |  |   |                                           |                                           |                                           |  |   |                                    |                                    |                                    |  |
|  | 3                                           | Michigan                                    |                                             |                |    |                                             |                                             |                                             |  |   |                                           |                                           |                                           |  |   |                                    |                                    |                                    |  |
|  | 14                                          | Montana                                     | 47                                          |                |    |                                             |                                             |                                             |  |   |                                           |                                           |                                           |  |   |                                    |                                    |                                    |  |
|  | 14                                          | Montana                                     | 47                                          |                |    |                                             |                                             |                                             |  | 3 | Michigan                                  | 99                                        |                                           |  |   |                                    |                                    |                                    |  |
|  |                                             |                                             |                                             |                |    |                                             |                                             |                                             |  | 3 | Michigan                                  | 99                                        |                                           |  |   |                                    |                                    |                                    |  |
|  |                                             |                                             | 7                                           | Texas A&M      | 72 |                                             |                                             |                                             |  |   |                                           |                                           |                                           |  |   |                                    |                                    |                                    |  |
|  | 7                                           | Texas A&M                                   | 7                                           | Texas A&M      | 72 | 73                                          |                                             |                                             |  |   |                                           |                                           |                                           |  |   |                                    |                                    |                                    |  |
|  | 7                                           | Texas A&M                                   |                                             |                |    |                                             |                                             |                                             |  |   |                                           |                                           |                                           |  |   |                                    |                                    |                                    |  |
|  | 10                                          | Providence                                  | 69                                          |                |    |                                             |                                             |                                             |  |   |                                           |                                           |                                           |  |   |                                    |                                    |                                    |  |
|  | 10                                          | Providence                                  | 69                                          |                | 7  | Texas A&M                                   | 86                                          |                                             |  |   |                                           |                                           |                                           |  |   |                                    |                                    |                                    |  |
|  | Charlotte – Vie/Dom                         |                                             |                                             |                | 7  | Texas A&M                                   | 86                                          |                                             |  |   |                                           |                                           |                                           |  |   |                                    |                                    |                                    |  |
|  |                                             |                                             | 2                                           | North Carolina | 65 |                                             |                                             |                                             |  |   |                                           |                                           |                                           |  |   |                                    |                                    |                                    |  |
|  | 2                                           | North Carolina                              | 2                                           | North Carolina | 65 | 84                                          |                                             |                                             |  |   |                                           |                                           |                                           |  |   |                                    |                                    |                                    |  |
|  | 2                                           | North Carolina                              |                                             |                |    |                                             |                                             |                                             |  |   |                                           |                                           |                                           |  |   |                                    |                                    |                                    |  |
|  | 15                                          | Lipscomb                                    | 66                                          |                |    |                                             |                                             |                                             |  |   |                                           |                                           |                                           |  |   |                                    |                                    |                                    |  |
|  | 15                                          | Lipscomb                                    | 66                                          |                |    |                                             |                                             |                                             |  |   |                                           |                                           |                                           |  |   |                                    |                                    |                                    |  |
|  |                                             |                                             |                                             |                |    |                                             |                                             |                                             |  |   |                                           |                                           |                                           |  |   |                                    |                                    |                                    |  |

#### Final West Regional
| Sábado, 24 de marzo | Florida State Seminoles                                                     | 54–58                | Michigan Wolverines                                          | |  |
|                     | Marcador por tiempos: 26–27, 28–31                                          |                      |                                                              | |  |
|                     | Estadísticas P. Cofer - 16 P. Cofer - 11 B. Angola, T. Mann, T. Forrest - 2 | Reporte Pts Reb Asts | Estadísticas C. Matthews – 17 C. Matthews – 8 Z. Simpson – 5 | Pabellón: Staples Center – Los Ángeles, CA Asistencia: 19,665 espectadores Árbitros: Randy McCall, Keith Kimble, John Gaffney Televisión: TBS |  |

#### Mejor quinteto del Torneo West Regional
- Charles Matthews (So, Michigan) – Mejor jugador de la West Regional[4]
- Moritz Wagner (Jr, Michigan)[4]
- Muhammad-Ali Abdur-Rahkman (Sr, Michigan)[4]
- Phil Cofer (Sr, Florida State)[4]
- Terance Mann (Jr, Florida State)[4]

### East Regional –Boston, Massachusetts
|  | Primera ronda 32.os de final 15–16 de marzo | Primera ronda 32.os de final 15–16 de marzo | Primera ronda 32.os de final 15–16 de marzo |               |    | Segunda ronda 16.os de final 17 de marzo | Segunda ronda 16.os de final 17 de marzo | Segunda ronda 16.os de final 17 de marzo |  |   | Regional Semifinales Sweet 16 23 de marzo | Regional Semifinales Sweet 16 23 de marzo | Regional Semifinales Sweet 16 23 de marzo |  |   | Regional Final Elite 8 25 de marzo | Regional Final Elite 8 25 de marzo | Regional Final Elite 8 25 de marzo |  |
|  |                                             |                                             |                                             |               |    |                                          |                                          |                                          |  |   |                                           |                                           |                                           |  |   |                                    |                                    |                                    |  |
|  |                                             |                                             |                                             |               |    |                                          |                                          |                                          |  |   |                                           |                                           |                                           |  |   |                                    |                                    |                                    |  |
|  | 1                                           | Villanova                                   | 87                                          |               |    |                                          |                                          |                                          |  |   |                                           |                                           |                                           |  |   |                                    |                                    |                                    |  |
|  | 1                                           | Villanova                                   | 87                                          |               |    |                                          |                                          |                                          |  |   |                                           |                                           |                                           |  |   |                                    |                                    |                                    |  |
|  | 16                                          | Radford                                     | 61                                          |               |    |                                          |                                          |                                          |  |   |                                           |                                           |                                           |  |   |                                    |                                    |                                    |  |
|  | 16                                          | Radford                                     | 61                                          |               | 1  | Villanova                                | 81                                       |                                          |  |   |                                           |                                           |                                           |  |   |                                    |                                    |                                    |  |
|  | Pittsburgh – Jue/Sab                        |                                             |                                             |               | 1  | Villanova                                | 81                                       |                                          |  |   |                                           |                                           |                                           |  |   |                                    |                                    |                                    |  |
|  |                                             |                                             | 9                                           | Alabama       | 58 |                                          |                                          |                                          |  |   |                                           |                                           |                                           |  |   |                                    |                                    |                                    |  |
|  | 8                                           | Virginia Tech                               | 9                                           | Alabama       | 58 | 83                                       |                                          |                                          |  |   |                                           |                                           |                                           |  |   |                                    |                                    |                                    |  |
|  | 8                                           | Virginia Tech                               |                                             |               |    |                                          |                                          |                                          |  |   |                                           |                                           |                                           |  |   |                                    |                                    |                                    |  |
|  | 9                                           | Alabama                                     | 86                                          |               |    |                                          |                                          |                                          |  |   |                                           |                                           |                                           |  |   |                                    |                                    |                                    |  |
|  | 9                                           | Alabama                                     | 86                                          |               |    |                                          |                                          |                                          |  | 1 | Villanova                                 | 90                                        |                                           |  |   |                                    |                                    |                                    |  |
|  |                                             |                                             |                                             |               |    |                                          |                                          |                                          |  | 1 | Villanova                                 | 90                                        |                                           |  |   |                                    |                                    |                                    |  |
|  |                                             |                                             | 5                                           | West Virginia | 78 |                                          |                                          |                                          |  |   |                                           |                                           |                                           |  |   |                                    |                                    |                                    |  |
|  | 5                                           | West Virginia                               | 5                                           | West Virginia | 78 | 85                                       |                                          |                                          |  |   |                                           |                                           |                                           |  |   |                                    |                                    |                                    |  |
|  | 5                                           | West Virginia                               |                                             |               |    |                                          |                                          |                                          |  |   |                                           |                                           |                                           |  |   |                                    |                                    |                                    |  |
|  | 12                                          | Murray State                                | 68                                          |               |    |                                          |                                          |                                          |  |   |                                           |                                           |                                           |  |   |                                    |                                    |                                    |  |
|  | 12                                          | Murray State                                | 68                                          |               | 5  | West Virginia                            | 94                                       |                                          |  |   |                                           |                                           |                                           |  |   |                                    |                                    |                                    |  |
|  | San Diego – Vie/Dom                         |                                             |                                             |               | 5  | West Virginia                            | 94                                       |                                          |  |   |                                           |                                           |                                           |  |   |                                    |                                    |                                    |  |
|  |                                             |                                             | 13                                          | Marshall      | 71 |                                          |                                          |                                          |  |   |                                           |                                           |                                           |  |   |                                    |                                    |                                    |  |
|  | 4                                           | Wichita State                               | 13                                          | Marshall      | 71 | 75                                       |                                          |                                          |  |   |                                           |                                           |                                           |  |   |                                    |                                    |                                    |  |
|  | 4                                           | Wichita State                               |                                             |               |    |                                          |                                          |                                          |  |   |                                           |                                           |                                           |  |   |                                    |                                    |                                    |  |
|  | 13                                          | Marshall                                    | 81                                          |               |    |                                          |                                          |                                          |  |   |                                           |                                           |                                           |  |   |                                    |                                    |                                    |  |
|  | 13                                          | Marshall                                    | 81                                          |               |    |                                          |                                          |                                          |  |   |                                           |                                           |                                           |  | 1 | Villanova                          | 71                                 |                                    |  |
|  |                                             |                                             |                                             |               |    |                                          |                                          |                                          |  |   |                                           |                                           |                                           |  | 1 | Villanova                          | 71                                 |                                    |  |
|  |                                             |                                             | 3                                           | Texas Tech    | 59 |                                          |                                          |                                          |  |   |                                           |                                           |                                           |  |   |                                    |                                    |                                    |  |
|  | 6                                           | Florida                                     | 3                                           | Texas Tech    | 59 | 77                                       |                                          |                                          |  |   |                                           |                                           |                                           |  |   |                                    |                                    |                                    |  |
|  | 6                                           | Florida                                     |                                             |               |    |                                          |                                          |                                          |  |   |                                           |                                           |                                           |  |   |                                    |                                    |                                    |  |
|  | 11                                          | St. Bonaventure                             | 62                                          |               |    |                                          |                                          |                                          |  |   |                                           |                                           |                                           |  |   |                                    |                                    |                                    |  |
|  | 11                                          | St. Bonaventure                             | 62                                          |               | 6  | Florida                                  | 66                                       |                                          |  |   |                                           |                                           |                                           |  |   |                                    |                                    |                                    |  |
|  | Dallas – Jue/Sab                            |                                             |                                             |               | 6  | Florida                                  | 66                                       |                                          |  |   |                                           |                                           |                                           |  |   |                                    |                                    |                                    |  |
|  |                                             |                                             | 3                                           | Texas Tech    | 69 |                                          |                                          |                                          |  |   |                                           |                                           |                                           |  |   |                                    |                                    |                                    |  |
|  | 3                                           | Texas Tech                                  | 3                                           | Texas Tech    | 69 | 70                                       |                                          |                                          |  |   |                                           |                                           |                                           |  |   |                                    |                                    |                                    |  |
|  | 3                                           | Texas Tech                                  |                                             |               |    |                                          |                                          |                                          |  |   |                                           |                                           |                                           |  |   |                                    |                                    |                                    |  |
|  | 14                                          | Stephen F. Austin                           | 60                                          |               |    |                                          |                                          |                                          |  |   |                                           |                                           |                                           |  |   |                                    |                                    |                                    |  |
|  | 14                                          | Stephen F. Austin                           | 60                                          |               |    |                                          |                                          |                                          |  | 3 | Texas Tech                                | 78                                        |                                           |  |   |                                    |                                    |                                    |  |
|  |                                             |                                             |                                             |               |    |                                          |                                          |                                          |  | 3 | Texas Tech                                | 78                                        |                                           |  |   |                                    |                                    |                                    |  |
|  |                                             |                                             | 2                                           | Purdue        | 65 |                                          |                                          |                                          |  |   |                                           |                                           |                                           |  |   |                                    |                                    |                                    |  |
|  | 7                                           | Arkansas                                    | 2                                           | Purdue        | 65 | 62                                       |                                          |                                          |  |   |                                           |                                           |                                           |  |   |                                    |                                    |                                    |  |
|  | 7                                           | Arkansas                                    |                                             |               |    |                                          |                                          |                                          |  |   |                                           |                                           |                                           |  |   |                                    |                                    |                                    |  |
|  | 10                                          | Butler                                      | 79                                          |               |    |                                          |                                          |                                          |  |   |                                           |                                           |                                           |  |   |                                    |                                    |                                    |  |
|  | 10                                          | Butler                                      | 79                                          |               | 10 | Butler                                   | 73                                       |                                          |  |   |                                           |                                           |                                           |  |   |                                    |                                    |                                    |  |
|  | Detroit – Vie/Dom                           |                                             |                                             |               | 10 | Butler                                   | 73                                       |                                          |  |   |                                           |                                           |                                           |  |   |                                    |                                    |                                    |  |
|  |                                             |                                             | 2                                           | Purdue        | 76 |                                          |                                          |                                          |  |   |                                           |                                           |                                           |  |   |                                    |                                    |                                    |  |
|  | 2                                           | Purdue                                      | 2                                           | Purdue        | 76 | 74                                       |                                          |                                          |  |   |                                           |                                           |                                           |  |   |                                    |                                    |                                    |  |
|  | 2                                           | Purdue                                      |                                             |               |    |                                          |                                          |                                          |  |   |                                           |                                           |                                           |  |   |                                    |                                    |                                    |  |
|  | 15                                          | Cal State Fullerton                         | 48                                          |               |    |                                          |                                          |                                          |  |   |                                           |                                           |                                           |  |   |                                    |                                    |                                    |  |
|  | 15                                          | Cal State Fullerton                         | 48                                          |               |    |                                          |                                          |                                          |  |   |                                           |                                           |                                           |  |   |                                    |                                    |                                    |  |
|  |                                             |                                             |                                             |               |    |                                          |                                          |                                          |  |   |                                           |                                           |                                           |  |   |                                    |                                    |                                    |  |

#### Final East Regional
| Domingo, 25 de marzo | Texas Tech Red Raiders                              | 59–71                | Villanova Wildcats                                           | |  |
|                      | Marcador por tiempos: 23–36, 36–35                  |                      |                                                              | |  |
|                      | Estadísticas K. Evans – 12 J. Gray – 9 K. Evans - 4 | Reporte Pts Reb Asts | Estadísticas J. Brunson – 15 E. Paschall – 14 J. Brunson – 4 | Pabellón: TD Garden – Boston, MA Asistencia: 19,169 espectadores Árbitros: Terry Oglesby, Mike Reed, Michael Stephens Televisión: CBS |  |

#### Mejor quinteto del Torneo East Regional
- Jalen Brunson (Jr, Villanova) – Mejor jugador del East Regional[5]
- Omari Spellman (Fr, Villanova)[5]
- Eric Paschall (Jr, Villanova)[5]
- Carsen Edwards (So, Purdue)[5]
- Keenan Evans (Sr, Texas Tech)[5]

### Midwest Regional –Omaha, Nebraska
|  | Primera ronda 32.os de final 15–16 de marzo | Primera ronda 32.os de final 15–16 de marzo | Primera ronda 32.os de final 15–16 de marzo |                |    | Segunda ronda 16.os de final 17 de marzo | Segunda ronda 16.os de final 17 de marzo | Segunda ronda 16.os de final 17 de marzo |  |    | Regional Semifinales Sweet 16 23 de marzo | Regional Semifinales Sweet 16 23 de marzo | Regional Semifinales Sweet 16 23 de marzo |  |   | Regional Final Elite 8 25 de marzo | Regional Final Elite 8 25 de marzo | Regional Final Elite 8 25 de marzo |  |
|  |                                             |                                             |                                             |                |    |                                          |                                          |                                          |  |    |                                           |                                           |                                           |  |   |                                    |                                    |                                    |  |
|  |                                             |                                             |                                             |                |    |                                          |                                          |                                          |  |    |                                           |                                           |                                           |  |   |                                    |                                    |                                    |  |
|  | 1                                           | Kansas                                      | 76                                          |                |    |                                          |                                          |                                          |  |    |                                           |                                           |                                           |  |   |                                    |                                    |                                    |  |
|  | 1                                           | Kansas                                      | 76                                          |                |    |                                          |                                          |                                          |  |    |                                           |                                           |                                           |  |   |                                    |                                    |                                    |  |
|  | 16                                          | Penn                                        | 60                                          |                |    |                                          |                                          |                                          |  |    |                                           |                                           |                                           |  |   |                                    |                                    |                                    |  |
|  | 16                                          | Penn                                        | 60                                          |                | 1  | Kansas                                   | 83                                       |                                          |  |    |                                           |                                           |                                           |  |   |                                    |                                    |                                    |  |
|  | Wichita – Jue/Sab                           |                                             |                                             |                | 1  | Kansas                                   | 83                                       |                                          |  |    |                                           |                                           |                                           |  |   |                                    |                                    |                                    |  |
|  |                                             |                                             | 8                                           | Seton Hall     | 79 |                                          |                                          |                                          |  |    |                                           |                                           |                                           |  |   |                                    |                                    |                                    |  |
|  | 8                                           | Seton Hall                                  | 8                                           | Seton Hall     | 79 | 94                                       |                                          |                                          |  |    |                                           |                                           |                                           |  |   |                                    |                                    |                                    |  |
|  | 8                                           | Seton Hall                                  |                                             |                |    |                                          |                                          |                                          |  |    |                                           |                                           |                                           |  |   |                                    |                                    |                                    |  |
|  | 9                                           | NC State                                    | 83                                          |                |    |                                          |                                          |                                          |  |    |                                           |                                           |                                           |  |   |                                    |                                    |                                    |  |
|  | 9                                           | NC State                                    | 83                                          |                |    |                                          |                                          |                                          |  | 1  | Kansas                                    | 80                                        |                                           |  |   |                                    |                                    |                                    |  |
|  |                                             |                                             |                                             |                |    |                                          |                                          |                                          |  | 1  | Kansas                                    | 80                                        |                                           |  |   |                                    |                                    |                                    |  |
|  |                                             |                                             | 5                                           | Clemson        | 76 |                                          |                                          |                                          |  |    |                                           |                                           |                                           |  |   |                                    |                                    |                                    |  |
|  | 5                                           | Clemson                                     | 5                                           | Clemson        | 76 | 79                                       |                                          |                                          |  |    |                                           |                                           |                                           |  |   |                                    |                                    |                                    |  |
|  | 5                                           | Clemson                                     |                                             |                |    |                                          |                                          |                                          |  |    |                                           |                                           |                                           |  |   |                                    |                                    |                                    |  |
|  | 12                                          | New Mexico State                            | 68                                          |                |    |                                          |                                          |                                          |  |    |                                           |                                           |                                           |  |   |                                    |                                    |                                    |  |
|  | 12                                          | New Mexico State                            | 68                                          |                | 5  | Clemson                                  | 84                                       |                                          |  |    |                                           |                                           |                                           |  |   |                                    |                                    |                                    |  |
|  | San Diego – Vie/Dom                         |                                             |                                             |                | 5  | Clemson                                  | 84                                       |                                          |  |    |                                           |                                           |                                           |  |   |                                    |                                    |                                    |  |
|  |                                             |                                             | 4                                           | Auburn         | 53 |                                          |                                          |                                          |  |    |                                           |                                           |                                           |  |   |                                    |                                    |                                    |  |
|  | 4                                           | Auburn                                      | 4                                           | Auburn         | 53 | 62                                       |                                          |                                          |  |    |                                           |                                           |                                           |  |   |                                    |                                    |                                    |  |
|  | 4                                           | Auburn                                      |                                             |                |    |                                          |                                          |                                          |  |    |                                           |                                           |                                           |  |   |                                    |                                    |                                    |  |
|  | 13                                          | College of Charleston                       | 58                                          |                |    |                                          |                                          |                                          |  |    |                                           |                                           |                                           |  |   |                                    |                                    |                                    |  |
|  | 13                                          | College of Charleston                       | 58                                          |                |    |                                          |                                          |                                          |  |    |                                           |                                           |                                           |  | 1 | Kansas                             | 85*                                |                                    |  |
|  |                                             |                                             |                                             |                |    |                                          |                                          |                                          |  |    |                                           |                                           |                                           |  | 1 | Kansas                             | 85*                                |                                    |  |
|  |                                             |                                             | 2                                           | Duke           | 81 |                                          |                                          |                                          |  |    |                                           |                                           |                                           |  |   |                                    |                                    |                                    |  |
|  | 6                                           | TCU                                         | 2                                           | Duke           | 81 | 52                                       |                                          |                                          |  |    |                                           |                                           |                                           |  |   |                                    |                                    |                                    |  |
|  | 6                                           | TCU                                         |                                             |                |    |                                          |                                          |                                          |  |    |                                           |                                           |                                           |  |   |                                    |                                    |                                    |  |
|  | 11                                          | Syracuse                                    | 57                                          |                |    |                                          |                                          |                                          |  |    |                                           |                                           |                                           |  |   |                                    |                                    |                                    |  |
|  | 11                                          | Syracuse                                    | 57                                          |                | 11 | Syracuse                                 | 55                                       |                                          |  |    |                                           |                                           |                                           |  |   |                                    |                                    |                                    |  |
|  | Detroit – Vie/Dom                           |                                             |                                             |                | 11 | Syracuse                                 | 55                                       |                                          |  |    |                                           |                                           |                                           |  |   |                                    |                                    |                                    |  |
|  |                                             |                                             | 3                                           | Michigan State | 53 |                                          |                                          |                                          |  |    |                                           |                                           |                                           |  |   |                                    |                                    |                                    |  |
|  | 3                                           | Michigan State                              | 3                                           | Michigan State | 53 | 82                                       |                                          |                                          |  |    |                                           |                                           |                                           |  |   |                                    |                                    |                                    |  |
|  | 3                                           | Michigan State                              |                                             |                |    |                                          |                                          |                                          |  |    |                                           |                                           |                                           |  |   |                                    |                                    |                                    |  |
|  | 14                                          | Bucknell                                    | 78                                          |                |    |                                          |                                          |                                          |  |    |                                           |                                           |                                           |  |   |                                    |                                    |                                    |  |
|  | 14                                          | Bucknell                                    | 78                                          |                |    |                                          |                                          |                                          |  | 11 | Syracuse                                  | 65                                        |                                           |  |   |                                    |                                    |                                    |  |
|  |                                             |                                             |                                             |                |    |                                          |                                          |                                          |  | 11 | Syracuse                                  | 65                                        |                                           |  |   |                                    |                                    |                                    |  |
|  |                                             |                                             | 2                                           | Duke           | 69 |                                          |                                          |                                          |  |    |                                           |                                           |                                           |  |   |                                    |                                    |                                    |  |
|  | 7                                           | Rhode Island                                | 2                                           | Duke           | 69 | 83*                                      |                                          |                                          |  |    |                                           |                                           |                                           |  |   |                                    |                                    |                                    |  |
|  | 7                                           | Rhode Island                                |                                             |                |    |                                          |                                          |                                          |  |    |                                           |                                           |                                           |  |   |                                    |                                    |                                    |  |
|  | 10                                          | Oklahoma                                    | 78                                          |                |    |                                          |                                          |                                          |  |    |                                           |                                           |                                           |  |   |                                    |                                    |                                    |  |
|  | 10                                          | Oklahoma                                    | 78                                          |                | 7  | Rhode Island                             | 62                                       |                                          |  |    |                                           |                                           |                                           |  |   |                                    |                                    |                                    |  |
|  | Pittsburgh – Jue/Sab                        |                                             |                                             |                | 7  | Rhode Island                             | 62                                       |                                          |  |    |                                           |                                           |                                           |  |   |                                    |                                    |                                    |  |
|  |                                             |                                             | 2                                           | Duke           | 87 |                                          |                                          |                                          |  |    |                                           |                                           |                                           |  |   |                                    |                                    |                                    |  |
|  | 2                                           | Duke                                        | 2                                           | Duke           | 87 | 89                                       |                                          |                                          |  |    |                                           |                                           |                                           |  |   |                                    |                                    |                                    |  |
|  | 2                                           | Duke                                        |                                             |                |    |                                          |                                          |                                          |  |    |                                           |                                           |                                           |  |   |                                    |                                    |                                    |  |
|  | 15                                          | Iona                                        | 67                                          |                |    |                                          |                                          |                                          |  |    |                                           |                                           |                                           |  |   |                                    |                                    |                                    |  |
|  | 15                                          | Iona                                        | 67                                          |                |    |                                          |                                          |                                          |  |    |                                           |                                           |                                           |  |   |                                    |                                    |                                    |  |
|  |                                             |                                             |                                             |                |    |                                          |                                          |                                          |  |    |                                           |                                           |                                           |  |   |                                    |                                    |                                    |  |

#### Final Midwest Regional
| Domingo, 25 de marzo | Duke Blue Devils                                           | 81–85                | Kansas Jayhawks                                                           | |  |
|                      | Marcador por tiempos: 36–33, 36–39 (T.E.: 9–13)            |                      |                                                                           | |  |
|                      | Estadísticas T. Duval – 20 M. Bagley III – 10 T. Duval – 6 | Reporte Pts Reb Asts | Estadísticas M. Newman – 32 S. Mykhailiuk, S. De Sousa – 10 D. Graham - 6 | Pabellón: CenturyLink Center Omaha – Omaha, NE Asistencia: 17,579 espectadores Árbitros: Roger Ayers, Doug Sirmons, Jeffrey Anderson Televisión: CBS |  |

#### Mejor quinteto del Torneo Midwest Regional
- Malik Newman (So, Kansas) – Midwest Regional most outstanding player[6]
- Trevon Duval (Fr, Duke)[6]
- Gabe DeVoe (Sr, Clemson)[6]
- Marvin Bagley III (Fr, Duke)[6]
- Devonte' Graham (Sr, Kansas)[6]
- Gary Trent Jr. (Fr, Duke)[6]

## Final Four -Alamodome– San Antonio, Texas
|  | Semifinales Nacional 31 de marzo | Semifinales Nacional 31 de marzo | Semifinales Nacional 31 de marzo |           |    | Final Nacional 2 de abril | Final Nacional 2 de abril | Final Nacional 2 de abril |  |
|  |                                  |                                  |                                  |           |    |                           |                           |                           |  |
|  |                                  |                                  |                                  |           |    |                           |                           |                           |  |
|  | S11                              | Loyola–Chicago                   | 57                               |           |    |                           |                           |                           |  |
|  | S11                              | Loyola–Chicago                   | 57                               |           |    |                           |                           |                           |  |
|  | W3                               | Michigan                         | 69                               |           |    |                           |                           |                           |  |
|  | W3                               | Michigan                         | 69                               |           | W3 | Michigan                  | 62                        |                           |  |
|  |                                  |                                  |                                  |           | W3 | Michigan                  | 62                        |                           |  |
|  |                                  |                                  | E1                               | Villanova | 79 |                           |                           |                           |  |
|  | E1                               | Villanova                        | E1                               | Villanova | 79 | 95                        |                           |                           |  |
|  | E1                               | Villanova                        |                                  |           |    | 95                        |                           |                           |  |
|  | MW1                              | Kansas                           | 79                               |           |    |                           |                           |                           |  |
|  | MW1                              | Kansas                           | 79                               |           |    |                           |                           |                           |  |
|  |                                  |                                  |                                  |           |    |                           |                           |                           |  |

#### Mejor quinteto de la Final Four
- Donte DiVincenzo (So, Villanova) – Mejor Jugador de la Final Four[7]
- Mikal Bridges (Jr, Villanova)[7]
- Jalen Brunson (Jr, Villanova)[7]
- Eric Paschall (Jr, Villanova)[7]
- Moritz Wagner (Jr, Michigan)[7]

#### Semifinales
| Sábado, 31 de marzo | Loyola-Chicago Ramblers                                  | 57–69                | Michigan Wolverines                                       | |  |
|                     | Marcador por tiempos: 29–22, 28–47                       |                      |                                                           | |  |
|                     | Estadísticas C. Krutwig – 17 D. Ingram – 9 D. Ingram – 2 | Reporte Pts Reb Asts | Estadísticas M. Wagner – 24 M. Wagner – 15 Z. Simpson – 3 | Pabellón: Alamodome – San Antonio Asistencia: 68,257 espectadores Árbitros: Roger Ayers, Mike Roberts, Terry Oglesby Televisión: TBS |  |

| Sábado, 31 de marzo | Kansas Jayhawks                                                        | 79–95                | Villanova Wildcats                                                      | |  |
|                     | Marcador por tiempos: 32–47, 47–48                                     |                      |                                                                         | |  |
|                     | Estadísticas D. Graham – 23 M. Newman – 8 D. Graham, S. Mykhailiuk – 3 | Reporte Pts Reb Asts | Estadísticas E. Paschall – 24 O. Spellman – 13 P. Booth, J. Brunson – 6 | Pabellón: Alamodome – San Antonio Asistencia: 68,257 espectadores Árbitros: Randy McCall, Michael Stephens, Kipp Kissinger Televisión: TBS |  |

#### Final Nacional
| Lunes, 2 de abril | Michigan Wolverines                                             | 62–79                              | Villanova Wildcats                                                 | |  |
| 8:20 p. m. CDT    | Marcador por tiempos: 28–37, 34–42                              | Marcador por tiempos: 28–37, 34–42 | Marcador por tiempos: 28–37, 34–42                                 | |  |
|                   | Estadísticas M. Abdur-Rahkman – 23 M. Wagner – 7 Z. Simpson – 2 | Reporte Pts Reb Asts               | Estadísticas D. DiVincenzo – 31 O. Spellman – 11 D. DiVincenzo – 3 | Pabellón: Alamodome – San Antonio Asistencia: 67,831 espectadores Árbitros: Doug Sirmons, Terry Wymer, Jeffrey Anderson Televisión: TBS |  |

| Campeón de la NCAA 2018        |
| ------------------------------ |
| Villanova Wildcats 3.er título |